# Guerra civile russa
La guerra civile russa (in russo гражданская война в России?, graždanskaja vojna v Rossii) fu un conflitto scoppiato in Russia in seguito alla Rivoluzione d'ottobre, che aveva rovesciato il Governo provvisorio e portato al potere i bolscevichi. Oltre ai bolscevichi e ai loro alleati, detti "rossi", presero parte al conflitto varie armate "bianche" guidate da ufficiali rimasti fedeli allo zar nel tentativo di restaurare l'antico regime, gli eserciti delle nazioni che si erano proclamate indipendenti dall'ex Impero russo, gli anarchici dell'Esercito insurrezionale rivoluzionario d'Ucraina, le armate "verdi", e altri. Intervennero inoltre più nazioni straniere, tra cui Germania, Regno Unito e Giappone.
Il conflitto si concluse con la vittoria dei rossi e l'instaurazione dell'Unione Sovietica.

## Il contesto storico

### Le rivoluzione russa del 1917
Dopo l'abdicazione dello zar Nicola II a marzo, il subentrato Governo provvisorio russo, guidato dal principe L'vov e successivamente da Aleksandr Kerenskij, si dimostrò sin dal principio incapace di governare efficacemente il Paese e impossibilitato a rimediare alla disastrosa situazione al fronte nella guerra contro gli Imperi centrali.
La Russia era attraversata da una pesante crisi economica (tanto che la penuria di generi alimentari generava interminabili code ai magazzini persino nella capitale) e il tessuto sociale dava preoccupanti segni di cedimento, con l'acuirsi della tensione tra classi e il brusco aumento dei fenomeni di violenza. Il governo provvisorio, formato dai cadetti e dai social-democratici, era palesemente privo della forza e dell'autorevolezza necessarie a risolvere tali problemi.
Il soviet centrale di Pietrogrado, che riuniva partiti di sinistra, sindacati e segmenti attivi della classe lavoratrice, degli studenti, dei contadini e dei soldati, già dalla Rivoluzione di febbraio costituiva agli effetti un potere parallelo a quello del governo ufficiale. Nonostante la corposa presenza di menscevichi e socialrivoluzionari all'interno dei soviet, i bolscevichi, ovvero la fazione più rivoluzionaria e intransigente, divennero presto i più organizzati e influenti nell'attività dei consigli rivoluzionari, galvanizzati anche dal ritorno in aprile del carismatico leader Vladimir Lenin. I bolscevichi, oltre a organizzare i principali scioperi, le rivolte e i presidi, erano coloro che più fermamente spingevano per compiere la rivoluzione proletaria, e il loro rafforzamento in senso amministrativo e persino militare li portò verso l'estate a dominare il soviet di Pietrogrado.

### L'insurrezione e la presa del potere dei bolscevichi
Quando a fine agosto il generale Kornilov tentò la marcia su Pietrogrado, furono in larga parte le guarnigioni bolsceviche a difendere armi in pugno la capitale, nonostante l'impegno politico profuso da Kerenskij (divenuto Primo ministro il 20 luglio) nello sventare il colpo di Stato. Questo episodio accrebbe ancor più la credibilità dei bolscevichi dinnanzi al popolo, mentre il consenso verso il Governo provvisorio, alienate anche le simpatie di reazionari e nazionalisti vicino a Kornilov, divenne pressoché inesistente. A questa situazione precaria si aggiungeva il pericolo delle nuove offensive dei tedeschi, che già avevano raggiunto Riga; lo sfacelo militare dava ancor più credito alle tesi bolsceviche, secondo cui la pace immediata e incondizionata era necessaria. La guerra contro gli Imperi centrali aveva già portato via la vita a un milione e mezzo di soldati russi, era causa di massicce diserzioni tra i contadini della fanteria e causa persino di gravi ammutinamenti tra i soldati, che cominciarono a schierarsi sempre più spesso con i bolscevichi. La situazione nel settembre-ottobre 1917 era dunque critica.
Il 6 novembre i bolscevichi decisero di insorgere a Pietrogrado e nella notte tra il 7 e l'8 novembre 1917 riuscirono senza sostanziali spargimenti di sangue a prendere il Palazzo d'Inverno, sede del vacillante Governo provvisorio russo, ponendo di fatto fine alla proclamata Repubblica Russa e mettendo in fuga il primo ministro Kerenskij. Era così compiuta la Rivoluzione d'ottobre. Il potere passò di fatto nelle mani di Lenin e dei bolscevichi, ma nel resto del Paese solo in alcune regioni e città della Russia centrale i bolscevichi riuscirono parimenti a porsi al potere. Altrove il nuovo governo rivoluzionario non venne riconosciuto e cominciarono a organizzarsi le prime forze di resistenza, tra cui un contingente di ufficiali e cosacchi raccolto da Krasnov su disposizione di Kerenskij, disperso però il 12 novembre a Pulkovo.
Appena insediatasi, la giunta bolscevica guidata da Lenin proclamò la creazione di un Consiglio dei Commissari del Popolo quale massimo organo esecutivo e decisionale. In una Russia divisa e solo parzialmente controllata dal governo rivoluzionario, i bolscevichi si proposero di concludere il Congresso dei soviet (indetto già nei giorni precedenti la rivoluzione) e svolgere le elezioni per l'Assemblea costituente, necessarie per la legittimazione del nuovo regime ma alquanto temute dai bolscevichi. Svoltesi il 25 novembre 1917, le elezioni costituenti dimostrarono il modesto consenso verso i bolscevichi (24%) a fronte della popolarità dei socialrivoluzionari (41%), che conquistarono oltre 400 seggi sui circa 700 totali. Il Paese confermava in questo modo la scelta a favore di un socialismo diverso da quello bolscevico, più “mite” e più a misura delle campagne quale quello che proponevano i socialrivoluzionari.
Fondamentale per i bolscevichi, oltre che attuare la distribuzione delle terre e la collettivizzazione dell'industria, era ricercare l'armistizio presso le cancellerie degli Imperi centrali, cosa che riuscì definitivamente con la pace di Brest-Litovsk del marzo 1918. La pace avrebbe preservato la speranza di integrità territoriale della Russia post-zarista e, soprattutto, avrebbe alimentato l'aspettativa bolscevica di diffusione della Rivoluzione oltre confine. Ma tale aspettativa già si scontrava con la realtà russa del momento, dove la rivoluzione stentava a espandersi oltre un determinato bacino territoriale e incontrava man mano ostacoli non sormontabili con lo spontaneismo teorizzato da Lenin e Trockij. Dinnanzi allo sconfortante esito delle elezioni e ai seri problemi di consolidamento della rivoluzione, Lenin decise di imprimere una netta svolta autocratica al suo regime, mossa che si rivelerà determinante per la vittoria finale, ma che causerà la grave recrudescenza del nascente conflitto civile.
All'estero le potenze della Triplice Intesa vissero con preoccupazione l'avvento al potere dei bolscevichi in Russia, sia perché ciò comportò la chiusura del fronte orientale con la scomparsa del fondamentale alleato russo, sia perché la rivoluzione comunista rischiava in questo modo di espandersi altrove. Esse si prepararono quindi a sostenere qualunque tentativo controrivoluzionario che si fosse intrapreso successivamente in Russia.

## Lo svolgimento

### La rivoluzione bolscevica e le prime ostilità
Dopo il successo dell'insurrezione bolscevica del 6-7 novembre 1917 a Pietrogrado e la veloce espansione della Rivoluzione nei giorni immediatamente successivi (al 12 novembre le principali città della Russia centro-occidentale si dichiaravano bolsceviche), Lenin cominciò a rendersi conto delle prime serie difficoltà nella conduzione e nella gestione della stessa in un paese enorme e diviso come la Russia. I boicottaggi e i sabotaggi a danno delle manovre del nuovo governo si diffusero presto ovunque, mentre la resistenza controrivoluzionaria andava organizzandosi sempre più serratamente. L'esito delle elezioni dell'Assemblea costituente inoltre metteva in grande imbarazzo i bolscevichi, costretti a fare i conti con i socialrivoluzionari, all'interno delle nuove istituzioni. Dinnanzi a una crisi che pareva ormai galoppante, il governo di Lenin cominciò a emettere decreti per l'attuazione di misure sempre più rigide. Il 25 dicembre fu istituita la Čeka, la polizia politica straordinaria al comando di Feliks Dzeržinskij, e il 6 gennaio fu sciolta l'Assemblea costituente.
I primi gruppi armati antirivoluzionari cominciarono a raccogliersi nella regione del Don già a metà novembre; si composero principalmente di ex generali zaristi e di cosacchi che avevano dichiarato la loro lealtà al deposto Governo provvisorio. Comandante e figura di spicco dei Cosacchi del Don era l'atamano Aleksej Kaledin. Nel frattempo, il generale Mikhail Alekseev, il vecchio Comandante in capo zarista, iniziò ad organizzare un esercito di “volontari” presso Novočerkassk; a lui si unì in dicembre Lavr Kornilov, poi Denikin e numerosi altri. Il 9 gennaio 1918 fu annunciata ufficialmente la creazione dell'Armata dei Volontari con Alekseev leader supremo e il generale Kornilov Comandante in capo. In collaborazione con i cosacchi di Kaledin, l'Armata dei Volontari prese Rostov-sul-Don nello stesso mese. Lenin decise così di mobilitare l'Armata Rossa dirigendola verso il basso Don, che in un'offensiva inflisse una netta sconfitta all'Armata dei Volontari, costringendola a ripiegare verso sud in una manovra che prese il nome di Marcia del Ghiaccio. Il capo dei cosacchi Kaledin si suicidò. Evacuata a sud, l'Armata dei Volontari si unì ai Cosacchi del Kuban per montare un assalto fallimentare a Ekaterinodar. Kornilov rimase ucciso il 13 aprile e il comando passò così ad Anton Denikin, che si ritirò fino alla foce del Don per ricostituire l'esercito.

### Le spinte indipendentiste degli Stati dell'Impero russo
Subito nei primi mesi successivi alla Rivoluzione molte provincie dell'ex impero dichiararono la propria indipendenza: Ucraina, Finlandia, Polonia, Estonia, Transcaucasia e altre. L'Ucraina in particolare, autoproclamatasi indipendente per voce della Central'na Rada a maggioranza socialista, rappresentò una grossa perdita territoriale e un inaspettato colpo politico per il governo bolscevico. Lenin e il Commissario alle Nazionalità, Stalin, decisero per l'annessione dell'autoproclamata repubblica sfruttando la presenza dell'Armata Rossa nella vicina regione del Don. Similmente accadde anche in Asia centrale, dove i bolscevichi locali ricevettero il necessario appoggio per rovesciare il governo di Kokand e instaurare il proprio governo.
Intanto gli intendimenti per l'armistizio intavolati con le cancellerie degli Imperi centrali fin da subito dopo la Rivoluzione trovarono definitivo esito nel Trattato di Brest-Litovsk, stipulato il 3 marzo 1918. Il governo bolscevico cedeva tutti i territori occidentali già occupati dall'esercito tedesco più l'Estonia, la Lettonia, parte della Russia Bianca e soprattutto l'Ucraina, che confluirono nella Ober Ost tedesca. Ucraina e Bielorussia furono costituite in repubbliche-fantoccio alla dipendenza economica e politica del II Reich. Nella Finlandia socialista vennero infine spedite truppe antirivoluzionarie. Il 14 marzo il governo bolscevico spostava la capitale da Pietrogrado a Mosca, ritenuta più sicura.
Dopo la stipula della pace con le potenze centrali e a seguito dell'introduzione di misure autocratiche da parte del nuovo regime, anche i socialrivoluzionari e i menscevichi si unirono nella lotta armata contro il potere bolscevico. Questo rispose intensificando la repressione politica, aprendo al periodo del terrore rosso. Contestualmente, il nuovo regime irrigidì il monopolio su produzione e commercio, promosse la militarizzazione della società e avviò la requisizione sistematica degli ammassi nelle campagne. Si costituiva così quello stato di emergenza che Lenin aveva intuito come necessario al fine di giungere al comunismo; una dittatura del proletariato che doveva plasmare con la forza, a sua immagine e somiglianza, lo stesso proletariato russo.
Nelle regioni orientali e oltre gli Urali la debolezza del potere bolscevico lasciò attecchire tentativi controrivoluzionari. La Legione cecoslovacca, integrata nell'esercito zarista prima della Rivoluzione e con oltre 50000 soldati a carico, era rimasta bloccata lungo la ferrovia transiberiana durante l'evacuazione verso Vladivostok, stabilita dal governo bolscevico. Un episodio (probabilmente uno scontro con alcuni ungheresi di ritorno) fece sollevare a maggio la Legione che presto si rivoltò contro i bolscevichi, sopraffacendoli. La Legione cecoslovacca guidata da Tomáš Masaryk prese in breve tempo Čeljabinsk, Omsk e altre città della Siberia occidentale, mentre da est avanzavano i Giapponesi. Inoltre, a marzo navi inglesi erano sbarcate a Murmansk e a inizio estate contingenti statunitensi e italiani giunsero a Vladivostok.
Come reazione all'avanzata dei cecoslovacchi nelle regioni centro-orientali, il soviet degli Urali con sede a Ekaterinburg emanò, col nullaosta di Lenin, l'ordine rivolto al commissario Jakov Jurovskij, detentore del deposto zar Nicola II, di eliminare l'ex-sovrano e tutti i membri della sua famiglia. Il 17 luglio l'ordine fu eseguito e i corpi furono occultati nei boschi presso Ekaterinburg. A Omsk, conquistata dalla Legione cecoslovacca, si costituì a giugno il Governo provvisorio della Siberia autonoma, formato da menscevichi, che a luglio proclamarono la Repubblica di Siberia. Similmente, più a ovest presso Samara, si formò a giugno con l'aiuto di bianchi e forze dell'Intesa un altro effimero governo autonomo, denominato “Komuč”, che cadde a novembre.

### L'armistizio del 1918 e l'uscita dalla guerra

Mappa del fronte occidentale della guerra civile russa

Nonostante la situazione fosse estremamente complicata e non certo rassicurante per i bolscevichi, nel periodo tra luglio e novembre i combattimenti furono limitati e sporadici (proseguirono principalmente solo nel basso Don e negli Urali).
La resa della Germania nel novembre 1918 con l'armistizio di Compiègne diede però una scossa alla guerra civile in Russia. Se da una parte i bolscevichi credettero che la rivoluzione ora potesse estendersi in tutta Europa, dall'altra le forze antibolsceviche, tra cui le Nazioni Alleate, avevano l'opportunità di calarsi più risolutamente nel conflitto russo. In Ucraina, rivolte contadine capeggiate da Petljura, il social-democratico alla guida dell'esercito nazionale, scalzarono il regime filo-tedesco di Skoropad'skyj e Petljura si insediò a Kiev. In Siberia, il 3 novembre, un colpo di Stato dei militari guidato dal reazionario Aleksandr Kolčak pose fine al Governo provvisorio della Siberia autonoma di Omsk, instaurando la sua dittatura bianca; questo fatto rappresentò un serio problema militare per i bolscevichi ma mostrò una volta per tutte che le principali forze antirivoluzionarie erano costituite da reazionari e nazionalisti.
L'Ammiraglio Kolčak prese il comando delle armate bianche, a capo di un esercito di circa 100000 uomini. Kolčak, non molto esperto di combattimenti terrestri, volse le armate verso ovest lungo tre direzioni alla guida di tre generali: Gajda verso Arcangelo, Chanžin verso Ufa e Aleksandr Dutov, capo dei cosacchi, verso Samara. I bolscevichi si trovarono in enorme difficoltà dinnanzi alle offensive di Kolčak: l'esercito bianco prese Perm' a dicembre, Ufa nel marzo 1919 e avanzò per liberare Kazan' e avvicinarsi al Volga. Le rivolte antibolsceviche scoppiate a Simbirsk, Kazan', Vjatka, e Samara favorirono gli sforzi degli uomini di Kolčak. I bolscevichi dovettero così arretrare notevolmente, ma nella primavera la situazione nell'esercito bianco si complicò: la parte più avanzata rimase tagliata fuori dai rifornimenti, i soldati erano esausti e l'Armata Rossa stava raccogliendo nuove forze in vista di una controffensiva.
Crollato l'Impero Tedesco, l'Armata Rossa provò a riconquistare i territori sottratti dal Trattato di Brest-Litovsk entrando in Bielorussia e nel Baltico. Qui tuttavia forze indipendentiste e divisioni irregolari tedesche comandate da von der Goltz respinsero l'esercito bolscevico che non fu più in grado di riprendersi i territori sul Baltico. A sud, anche l'esercito bianco di Denikin verso febbraio 1919 riprese l'offensiva antirivoluzionaria forte di più di 100000 uomini, allarmando le divisioni bolsceviche stanziate tra il Don e il Caucaso. Il potere bolscevico decise così di ricorrere nella regione a repressioni contro i cosacchi. La situazione si infuocò e così il Caucaso settentrionale divenne il teatro più sanguinoso della guerra civile in questa fase. Anche in Ucraina a partire da febbraio-marzo esacerbò il conflitto civile tra le forze di Petljura al potere e le fazioni filo-bolsceviche di Hryhoryiv, con i bianchi di Denikin che si unirono agli ultimi nel perpetrare violenti pogrom antisemiti, che causarono un numero elevatissimo di vittime. A prendere il sopravvento negli scontri generalizzati furono però le armate anarchiche di Nestor Machno. Quest'ultimo lasciò Kiev cercando rifugio tra le file dell'esercito polacco di Piłsudski che avanzava prepotentemente a ovest. Nel marzo del 1919 scoppiò così nei territori occidentali anche il conflitto polacco-sovietico lungo la linea percorsa solo un anno prima dall'esercito tedesco.
Sul fronte orientale, a fine aprile, ebbe inizio un'offensiva dell'Armata Rossa contro le armate di Kolčak in grave affanno. In poche settimane riconquistarono i territori europei fino a sfondare la linea degli Urali. Le potenze dell'Intesa, che pure sostenevano Kolčak, non si decisero a intervenire direttamente al suo fianco con i contingenti militari già dislocati in territorio russo. Il generale francese Janin a Omsk considerava l'ammiraglio bianco un mero strumento degli Inglesi, i Giapponesi si accontentarono di creare un proprio Stato fantoccio ad est del lago Bajkal (lo Stato cosacco di Transbajkalia), mentre gli americani diffidavano di un generale zarista e autocratico quale Kolčak.
Sempre a giugno l'Ufficio politico, creato a marzo dal governo rivoluzionario e composto da Lenin, Trockij, Stalin, Kamenev e Krestinskij, decise per l'intervento dell'Armata Rossa nel conflitto civile in Ucraina al fine di sconfiggere successivamente le armate bianche di Denikin. Giunto sul posto, Trockij decise per prima cosa di liquidare le forze nere di Machno. Così facendo egli aprì le porte all'offensiva di Denikin che profittò dei varchi aperti dalle insurrezioni. A luglio e agosto Kiev passò di mano prima ai bolscevichi, poi alle divisioni di Petljura sostenute dai polacchi e infine ai Bianchi di Denikin. L'esercito bianco di Denikin contava oramai quasi 250000 unità e cominciò un'avanzata che generò parecchio scompiglio tra i bolscevichi.
La vittoria di Denikin sul fronte sud coincideva con l'avanzata di Judenič verso Pietrogrado, dove ad agosto la flotta sovietica era riuscita a respingere la flotta inglese. A est, Vilnius e Minsk erano state prese dai Polacchi. Il periodo tra settembre e ottobre 1919 segnò quindi il momento di massimo pericolo per il Cremlino. L'emergenza aprì una forte crisi politica all'interno del gruppo dirigente bolscevico, con Stalin in particolare che addossò le colpe della sconfitta di giugno in Ucraina a Trockij. Allo stesso tempo però l'emergenza indusse il regime a massimizzare lo sfruttamento interno di risorse e l'organizzazione burocratico-militare. Trockij riuscì a integrare e inquadrare nell'Armata Rossa una massa di soldati che nell'autunno 1919 arrivò a contare 3 milioni di unità.
A ottobre, l'offensiva avviata dai bolscevichi contro le armate di Denikin vide un successo schiacciante e in poco tempo i Bianchi si scomposero cercando la salvezza nella fuga verso sud. Stalin e Ordžonikidze si assunsero i meriti della vittoria in virtù della loro ferrea condotta di guerra. Sul fronte nord-occidentale, Trockij si recò velocemente a Pietrogrado, ritenuta ormai persa, per organizzarne personalmente la difesa contro le truppe bianche guidate da Judenič. Combattuta strenuamente anche dagli operai della città schierati accanto ai soldati dell'Armata Rossa, la battaglia di Pietrogrado del 22 ottobre 1919 vide prevalere la resistenza rossa. A inizio novembre il generale Judenič decise così di ritirarsi verso l'Estonia. A nord, il tentativo controrivoluzionario del generale Miller veniva sventato. In ultimo, sul fronte orientale l'Armata Rossa procedeva speditamente verso Omsk senza che le truppe dell'Ammiraglio Kolčak riuscissero più a esercitare sufficiente opposizione. Nel novembre 1919, dunque, il successo delle controffensive congiunte dell'Armata Rossa lasciava presagire la vittoria del regime bolscevico.
In inverno l'avanzata dei bolscevichi continuò lungo le principali direzioni, dal momento che vasti erano ancora i territori da riconquistare. In Siberia, Kolčak diede le dimissioni da comandante dell'Armata Bianca il 14 gennaio 1920 e una settimana dopo fu arrestato dai bolscevichi a Irkutsk, dove venne fucilato. I resti del suo esercito, nelle mani ora dell'atamano Semënov, si rifugiarono verso Vladivostok sotto la protezione giapponese. Dopo la vittoria a Orël dell'ottobre 1919, l'Armata Rossa continuò a inseguire le truppe bianche di Denikin allo sbando verso sud, giungendo fino al Caucaso. Parte delle truppe rimanenti furono evacuate in Crimea dove il generale Pëtr Vrangel' tentò di ricostituire un esercito contro l'Armata Rossa. A febbraio i bolscevichi terminarono la ripresa di tutto il territorio settentrionale e dei porti sul mare Artico. A fine aprile, divisioni dell'Armata Rossa sbarcarono a Baku per cominciare la riconquista della Transcaucasia (attuali Azerbaigian, Georgia e Armenia) ancora occupata da Inglesi e Turchi.
Il problema maggiore per i bolscevichi, quindi, rimanevano l'esercito polacco a ovest e le truppe bianche di Vrangel' in Crimea, sebbene insurrezioni e sacche di resistenza persistessero nel territorio controllato da Mosca. Nonostante fossero in atto timide trattative di pace, l'esercito polacco guidato da Józef Piłsudski sferrò in aprile una potente offensiva contro i sovietici vedendo l'opportunità di costruire la Grande Polonia vagheggiata dai nuovi leader nazionali. Kiev cadde nelle mani dei polacchi il 25 aprile 1920. Costernati e colti alla sprovvista, i bolscevichi si videro costretti a preparare una vasta controffensiva. Trockij e Kamenev diressero oltre 200000 unità sul fronte occidentale raccogliendo le migliori forze, e organizzarono la controffensiva secondo due direzioni: nord-occidentale (Žlobin-Minsk-Grodno) con a capo il generale Tuchačevskij, e sud-occidentale (Kiev-Žitomir-Rivne) con a capo il generale Budënnyj. L'offensiva iniziò il 26 maggio e si rivelò travolgente e inarrestabile. In un mese e mezzo l'esercito polacco arretrò di 400 km cedendo un territorio di oltre 250000 km2. Ad agosto le armate bolsceviche arrivarono a 50 km da Varsavia, quando l'esercito polacco trovò le forze, sostenuto dalla Francia, di reagire con una nuova controffensiva. I sovietici, disincantati ed estenuati, indietreggiarono in poco tempo, stabilendosi a ottobre su una linea 200 km a est della Linea Curzon che diventerà il futuro confine.

### La guerra sovietico-polacca
Nel frattempo, a est, l'Armata Rossa proseguiva la liberazione anche in direzione dei territori centro-asiatici. Nell'agosto 1920 i bolscevichi abbatterono l'Autonomia di Alash e fondarono la RSS kazaka, congiungendosi con i bolscevichi del Turkestan. Il 2 settembre fu infine rovesciato anche l'Emirato di Bukhara. Dopo alcuni combattimenti, Estonia e Lettonia firmarono paci separate con il governo sovietico.
Dell'esercito bianco, come detto, rimaneva ormai solo l'armata di Vrangel' in Crimea, composta da alcune decine di migliaia di uomini. A giugno essa riuscì a forzare l'istmo di Perekop e ad avanzare nel Donbass sfruttando il fatto che Rossi erano impegnati nella guerra contro i Polacchi. Alle truppe controrivoluzionarie di Vrangel' si unirono nell'estate anche gruppi di partigiani ucraini ed elementi reazionari scampati ai bolscevichi, andando a formare una resistenza di oltre 100000 uomini scarsamente inquadrati. Arrestatosi il conflitto con i Polacchi, divisioni dell'Armata Rossa vennero ridirette in Ucraina orientale al fine settembre sotto il comando di Mikhail Frunze, al fine di liquidare le truppe di Vrangel'. L'attacco dei bolscevichi non fu retto dai Bianchi che a ottobre furono ricacciati nella penisola di Crimea. Il 9 novembre 1920 i bolscevichi irruppero in Crimea e, dopo un'ultima disperata resistenza, Vrangel' e i superstiti fuggirono il 16 novembre a bordo di navi russe scortate da navi da guerra inglesi e francesi. Era la fine dell'esperienza bianca controrivoluzionaria in Russia.
Ormai conscio della vittoria nonostante le ingenti perdite causate dal conflitto, il governo bolscevico si adoperò nella fase finale della guerra civile per conquistare gli ultimi territori dell'ex Impero Russo ancora recuperabili (ad esclusione quindi di Finlandia, Paesi baltici e Polonia), per conseguire i trattati di pace e per porre fine alle ultime resistenze interne.
A ottobre del 1920 l'esercito giapponese iniziò a ritirarsi dall'estremo oriente russo favorendo la ripresa dei territori siberiani oltre il lago Bajkal da parte di Mosca. Le ultime compagini bianche restanti dell'esercito di Kolčak, racchiuse nella regione attigua al fiume Amur, verranno tuttavia liquidate definitivamente solo due anni dopo, nel 1923. Il Caucaso però rimase in quel periodo la regione più ostica alla liberazione, resa più difficile dall'opposizione incrociata di etnie non russe (principalmente azeri, georgiani, armeni), dal territorio aspro e montuoso e dalla resistenza turca. Solo dopo oltre un anno di duri combattimenti e complesse manovre l'Armata Rossa riuscì ad occupare l'intero territorio caucasico e a sedare le resistenze armate. Il Trattato di Kars, firmato il 23 ottobre 1921, stabilì la pace con la Turchia e la successiva nascita della RSSF transcaucasica.
Nell'agosto del 1920, nella regione centrale di Tambov, una ribellione contro il regime bolscevico era scoppiata nelle campagne per via della leva obbligatoria e delle requisizioni parziali di grano effettuate dal regime. La rivolta fu guidata dall'attivista politico Aleksandr Antonov e dall'ufficiale Pёtr Tokmakov, che furono in grado di organizzare un esercito di forze antibolsceviche armate che fu ribattezzato talvolta “Armata verde”, formato da circa 40000 unità. Il governo bolscevico rispose inviando interi reparti dell'Armata Rossa al comando di Michail Tuchačevskij a stroncare la rivolta. I combattimenti furono sanguinosi e senza esclusione di colpi (fu osservato il ricorso a fucilazioni di massa da ambo le parti). Solo a giugno del 1921 l'esercito bolscevico riuscì ad annientare le principali forze degli insorti.
Nel marzo 1921 veniva stipulata anche la Pace di Riga che metteva fine al conflitto con la Polonia, ma nello stesso mese un'altra grave rivolta alimentò le preoccupazioni di Lenin e del governo bolscevico. Il primo marzo i marinai della base navale di Kronštadt si ribellarono al potere costituito rivendicando autonomie e un socialismo più liberale. I bolscevichi ebbero mandato di sedare ogni insurrezione e il 7 marzo, al comando ancora una volta del generale Tuchačevskij, attaccarono l'isola-fortezza di Kronštadt, dove stavano asserragliati più di 10000 soldati. Dopo oltre dieci giorni di duri combattimenti, i bolscevichi spensero la rivolta.

### La fine e la nascita dell'Unione Sovietica
Durante tutto il conflitto fu tuttavia determinante per la vittoria dell'Armata Rossa l'appoggio degli operai nelle città e dei contadini nelle campagne. Questi ultimi non vedevano certo di buon occhio le politiche ferree del comunismo di guerra e le requisizioni nelle campagne, fondamentali per le razioni di cibo dei soldati al fronte, ma le consideravano un'alternativa migliore alla requisizione totale della terra attuata dai vari regimi dei "bianchi", che imposero col terrore le loro politiche economiche. Il periodo 1921-1922 vide però l'insorgere di terribili siccità e scarsi raccolti che portarono a una grave carestia particolarmente acuta nelle regioni del Volga. Solo l'introduzione della NEP da parte di Lenin nel 1921 evitò un ulteriore disastro delle campagne russe.
Il 30 dicembre 1922 fu fondata l'Unione Sovietica, primo Stato socialista della storia, simbolo evidente della vittoria finale del comunismo bolscevico nella guerra civile in Russia.

## Le parti in conflitto

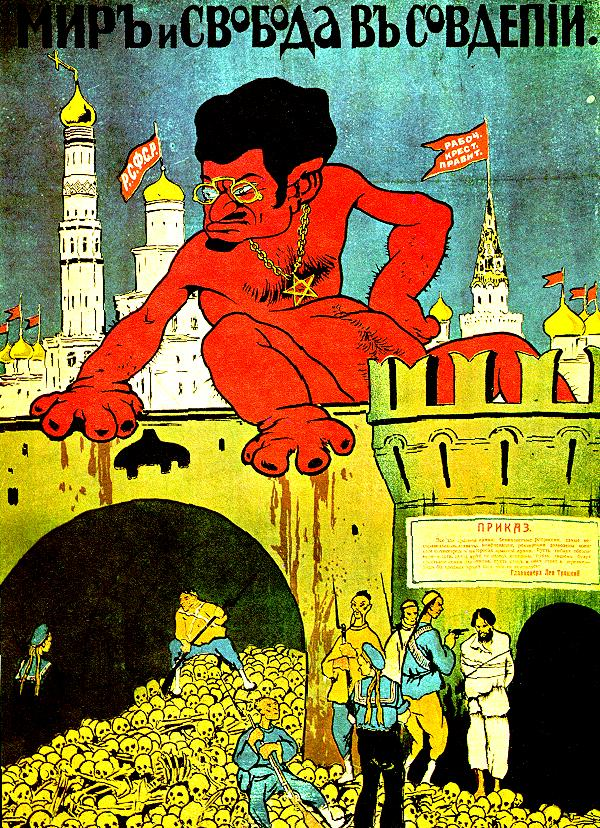
Poster propagandistico anti-bolscevico dell'Armata Bianca che paragona Trockij a un demonio. Il titolo significa: «Pace e libertà in Sovdepija». "Sovdepija" era il nome dato dai Russi Bianchi alla Russia Sovietica, da Sovdep, contrazione delle parole Sovet e deputatov (Consiglio dei deputati).

La guerra civile venne combattuta su tre fronti principali: meridionale, orientale e nord-occidentale e principalmente tra i "Rossi" (bolscevichi e rivoluzionari) e vari gruppi controrivoluzionari detti "Bianchi" (monarchici, reazionari, democratici, cadetti, nazionalisti) che si opponevano al regime bolscevico. A fianco dei Bianchi si schierarono numerose Nazioni Alleate nel primo conflitto mondiale, in particolare Gran Bretagna, Stati Uniti, Francia e Giappone, che fornirono supporto logistico e inviarono propri contingenti in diversi luoghi strategici della Russia, senza mai però prendere parte attiva nei combattimenti. Winston Churchill dichiarò che il bolscevismo doveva essere "strangolato nella culla".
Anche gli Imperi Centrali condussero un’offensiva alla Russia comunista che rappresentava una minaccia al fronte orientale, con la Operazione Faustschlag di Austria e Germania che portò al Trattato di Brest-Litovsk.
Mentre i Rossi costituivano un esercito unico e fortemente irreggimentato, ossia l'Armata Rossa con al comando Lev Trockij, l'Armata Bianca era l'unione di più eserciti compositamente costituiti, numericamente più ridotti, dispiegati in differenti zone della Russia e comandati da ex-ufficiali zaristi. Gli eserciti bianchi più noti furono: l'Armata dei Volontari di Kornilov a sud, la Legione cecoslovacca e l'esercito di Kolčak a est, l'Armata nord-occidentale di Judenič nel Baltico. Oltre agli eserciti controrivoluzionari, dall'afflato prevalentemente reazionario e grande-russo, coesistettero molteplici entità più o meno istituzionalizzate che si opponevano politicamente al regime bolscevico istituendo il proprio potere su un determinato territorio: tra queste, la Repubblica di Siberia, l'Autonomia di Alash, la Repubblica Popolare del Kuban e altre. Caddero tutte sotto gli impeti dei due eserciti.
Infine vi furono nazioni dell'ex Impero Russo che colsero l'occasione per proclamare l'indipendenza, talvolta ricorrendo a propri eserciti, come l'Ucraina, la Finlandia e l'Estonia, che giocarono una partita sostanzialmente autonoma sebbene in funzione quasi sempre anti-bolscevica.
Oltre ai Rossi e ai Bianchi, rilevante fu la guerra condotta da alcuni gruppi armati contro entrambi gli schieramenti principali: si tratta in particolare delle così chiamate Armata nera e Armata verde, che assieme costituirono un'autentica “terza forza” in conflitto. Dal carattere anarchico e nazionale (in particolare la prima, attiva in Ucraina) e in difesa degli interessi delle campagne (in particolare la seconda), costituirono esperienze para-militari limitate che cedettero alla maggiore forza delle due principali fazioni in lotta.
Le campagne, quando non si unirono in autonome formazioni armate quali i Verdi o i Neri, divennero funestati teatri di guerra e luoghi da cui attingere continue risorse. Il governo bolscevico in particolare impose la politica delle requisizioni coatte, chiamata “comunismo di guerra”, che sarà all'origine di fame e carestie soprattutto negli anni 1920-1922. Anche nelle città le condizioni di vita divennero assai dure, con l'industria ridotta all'osso a causa della leva degli operai e le merci sottoposte a razionamento, acquistabili solo con buoni cartacei forniti dalle autorità. Più che per convinzione, molte persone confluirono negli eserciti in lotta per necessità o obbligo. L'Armata rossa introdusse nel 1919 la coscrizione obbligatoria, motivo per cui arrivò a un picco di 5,5 milioni di unità nel 1921, mentre gli eserciti bianchi si costituirono prevalentemente di volontari motivati e specifiche categorie combattenti, quali gli ex ufficiali zaristi e i cosacchi, ma non mancarono anche qui occasionali coercizioni alla leva militare.

## Bilancio delle vittime e conseguenze

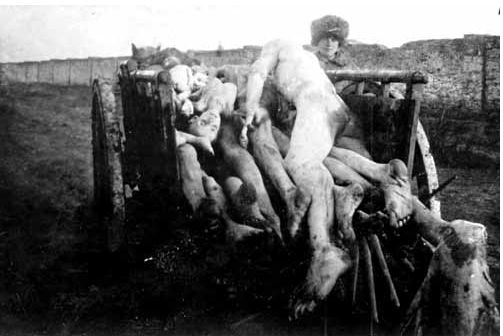
Vittime della carestia russa

La guerra civile ebbe conseguenze pesantissime per la Russia che, oltre gli sconvolgimenti politici, dovette subire immani devastazioni e ingentissime perdite umane. Lo choc economico, sociale e demografico patito fu tale che le dirette conseguenze si riverberarono nel successivo decennio. Il numero di vittime provocate dal conflitto, frutto di stime basate su dati spesso imprecisi e lacunosi dell'epoca, varia da 3 milioni fino a 7 milioni di morti (considerando anche carestie e malattie). Relativamente alla guerra civile russa, quindi, la maggior parte dei decessi nel periodo 1918-1922 furono dovuti a fame e malattie.
I dati più diffusi parlano di circa tra i 2/2,5 milioni di morti nei combattimenti, tra cui 0,9-1,2 milioni di Rossi, 700000 Bianchi e 500-700000 soldati di altre formazioni militari. A queste morti vanno aggiunte le vittime e rappresaglie politiche causate dai bolscevichi e dai bianchi, rispettivamente quantificabili in circa 50000 vittime e 300000 unità, di cui si stima oltre a 100000 ebrei massacrati in Ucraina. Tuttavia, la maggior parte delle morti occorse nel periodo di guerra civile – non sempre conteggiate come vittime del conflitto – furono causate dalla terribile carestia del 1920-1922 che provocò, secondo le stime, tra i 2 e i 5 milioni di decessi. Accanto alla fame anche le epidemie, specie quella di tifo, che fecero altre centinaia di migliaia di morti. Ai morti si aggiungevano le masse di feriti, i 7 milioni di orfani senza tetto e, infine, circa 2 milioni di emigrati russi. La natalità si ridusse fortemente, e l'equilibrio dei sessi si alterò in modo tale da generare un'eccedenza di donne che perdurerà fin oltre la seconda guerra mondiale.
L'economia russa fu così colpita che la produttività scese sotto i livelli del 1913. La produttività dell'industria si ridusse di cinque volte e quella agricola del 40%. I danni furono stimati in 50 miliardi di rubli-oro. La produttività tornerà ai livelli del 1914 solo alla fine degli anni '20 sotto il regime di Stalin.